# Paul Bieber

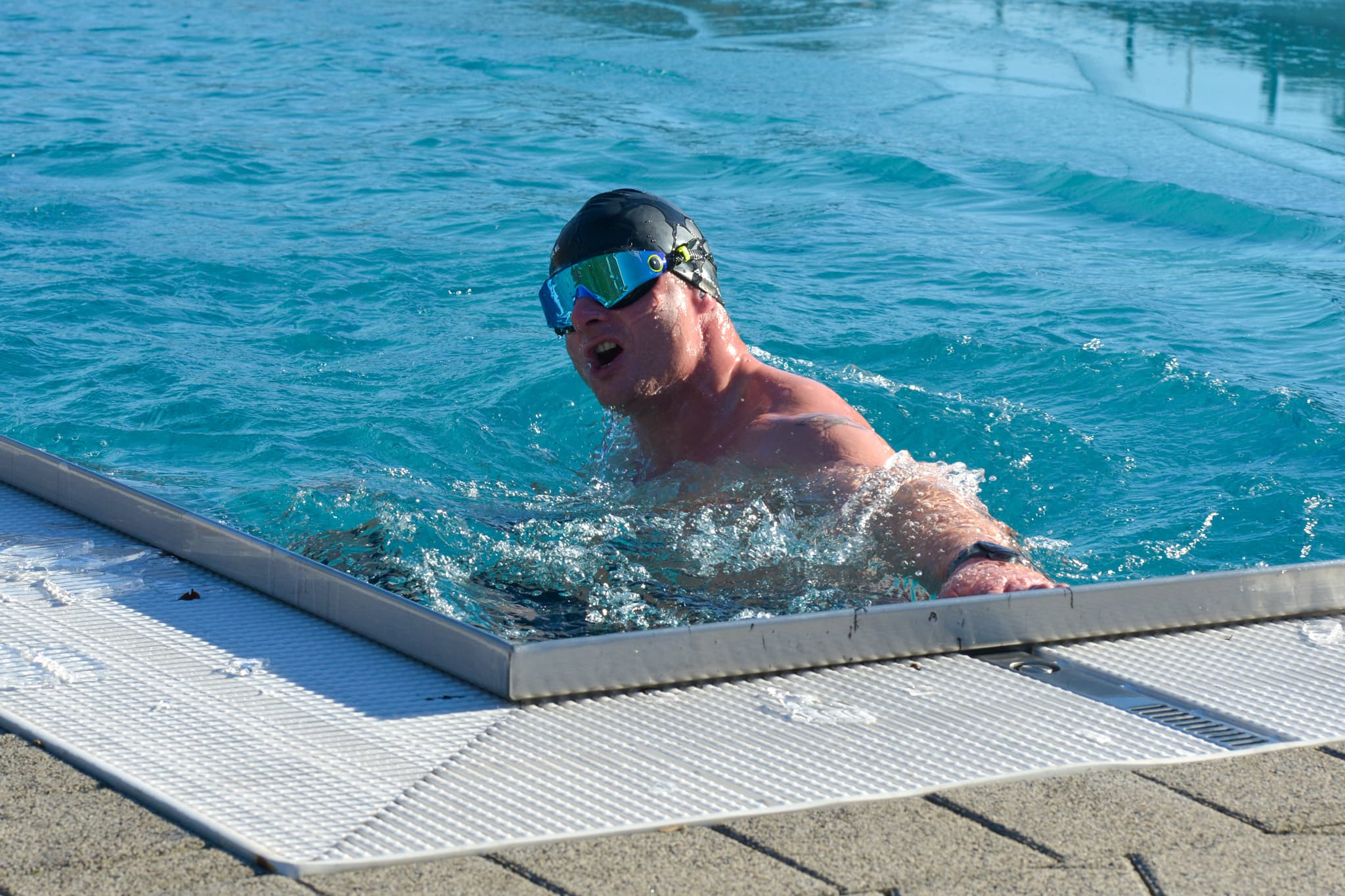
Paul Bieber bei seiner 10. Eismeile in Veitsbronn in Franken.

Paul Bieber (* 18. Juli 1983 in Berlin) ist ein deutscher Extremschwimmer. Er ist der erste deutsche und der insgesamt sechste Schwimmer weltweit, der mehr als zehn Eismeilen absolvierte. Am 14. November 2021 schwamm er als erster Mensch bei unter 10 °C Wassertemperatur im Bodensee rund um die Insel Lindau.

## Privates
Bieber machte eine Ausbildung zum Sportfachverkäufer. Der zweifache Familienvater ist heute in der Digital-Branche tätig.
Er gibt Schwimmkurse für Kinder und Erwachsene in seiner eigenen Schwimmschule in Röthenbach (Allgäu). Ehrenamtlich ist Bieber als Rettungsschwimmer in der Wasserwacht Wasserburg (Bodensee) tätig.

## Karriere
Bieber trat als Sechsjähriger bei seinem Heimatverein TSV Lindau (Abteilung Schwimmen) ein. Als Jugendlicher war er im Triathlon bei der LTC Wangen zunächst über die olympische Distanz, später im Ironman 70.3 aktiv.

Sportlich entwickelte er eine Leidenschaft für das Eisschwimmen, nachdem er 2019 fünfmal Deutscher Meister in seiner Altersklasse wurde. Im Januar 2021 wandte er sich der Herausforderung Eismeile zu, die er direkt als Extrem-Eismeile schwamm. Dabei stellte er mit 2210 m einen neuen deutschen Distanz-Rekord auf.
Mit seiner sechsten Eismeile im Februar 2022 stellte Bieber auch hier einen neuen deutschen Rekord auf. Im gleichen Jahr schwamm er auch als erster Schwimmer überhaupt bei einer Wassertemperatur von unter 10 °C rund um die Insel Lindau.
Am 28. Januar 2024 schwamm Bieber seine zehnte Eismeile und stellte damit einen neuen Weltrekord auf.

### Sonstige sportliche Erfolge
2023 gewann er bei der Weltmeisterschaft im Winterschwimmen in Bled in Slowenien bei 5,8 °C über 1000 m Freistil in seiner Altersklasse in 15:58,22 min und wurde insgesamt Siebter. Über die 450 m Freistil wurde er Vizeweltmeister in seiner Altersklasse und insgesamt 14. in 6:51,57 min.
2024 wurde er in seiner Altersklasse Vizeweltmeister bei der Weltmeisterschaft im Winterschwimmen in Tallinn in Estland bei 1,6 °C über 200 m Brust in 3:43,91 min insgesamt 37. Über die 50 m Freistil wurde er Dritter in seiner Altersklasse und insgesamt 46. in 0:32,12 min. Über 100 m Brust wurde er ebenfalls Dritter in seiner Altersklasse und insgesamt 32. in 1:35,85 min.